# Hannoverscher Sportverein von 1896 2010-2011
Questa voce raccoglie le informazioni riguardanti l'Hannoverscher Sportverein von 1896 nelle competizioni ufficiali della stagione 2010-2011.

## Stagione
Dopo la salvezza raggiunta all'ultima giornata della stagione precedente, l'Hannover 96 riparte confermando l'allenatore Mirko Slomka. La rosa viene decisamente rinnovata in estate. Lasciano la squadra a fine contratto il brasiliano Vinícius Bergantin e soprattutto il tanto amato numero 10, l'olandese Arnold Bruggink (111 presenze con i Roten). Koné (Siviglia), Ďurica (Lokomotiv Mosca) ed Élson (Stoccarda) dopo un anno in prestito in Bassa Sassonia rientrano alla base. Altre cessioni di rilievo sono quelle dei centrocampisti Balitsch (al Bayer Leverkusen) e Rosenthal (al Friburgo), e dell'attaccante Štajner (allo Slovan Liberec). Štajner lascia Hannover dopo 218 presenze e 42 reti realizzate. In aggiunta ci sono i ritiri di Gospodarek e Krzynówek.
A compensare gli addii, la società effettua otto acquisti importanti: due di questi sono portieri, Markus Miller dal Karlsruher FC e Ron-Robert Zieler dal Manchester Utd. In difesa arriva il nazionale austriaco Pogatetz dal Middlesbrough. Per il centrocampo i rinforzi sono Lars Stindl, ventiduenne con già 56 presenze nel Karlsruher (aveva realizzato il primo goal in Bundesliga proprio contro l'Hannover), l'americano DaMarcus Beasley (dai Rangers) e il portoghese Carlitos dal Basilea. Per il reparto offensivo vengono ingaggiati il norvegese Mohammed Abdellaoue dal Vålerenga e Moritz Stoppelkamp dall'Oberhausen.
Nonostante i tanti cambiamenti, la nuova stagione dell'Hannover inizia in salita, con la delusione dell'eliminazione dalla Coppa di Germania al primo turno, con la formazione dell'Elversberg (terza divisione), un'inaspettata sconfitta (ai rigori) che però non inciderà sul rendimento in campionato, poiché l'Hannover esordirà con due vittorie consecutive, in casa con l'Eintracht e poi a Gelsenkirchen sullo Schalke 04. Alla terza giornata la squadra di Slomka va sul 2-0 sul Bayer Leverkusen, che però riuscirà a rimontare, firmando il pareggio proprio al 90'. La prima sconfitta in Bundesliga arriverà nel derby con il Wolfsburg. La marcia dei Roten è rassicurante, nonostante risultati altalenanti, la squadra riesce a mantenersi nelle prime posizioni conquistando vittorie importanti contro Werder Brema, Amburgo (con rete al 91' di Hanke, che sarà ceduto al Borussia M'gladbach a gennaio) e la sorpresa Magonza. Conclude il girone di andata al quarto posto, a soli due punti dal secondo posto.
L'obiettivo salvezza viene raggiunto con grande anticipo e l'Hannover prova a conquistare un posto nelle coppe europee. La vittoria alla prima di ritorno a Francoforte (0-3) vale il sorpasso su Mainz e Bayer e il secondo posto solitario, che durerà però solo per una giornata. Il Bayer Leverkusen prova a inseguire la capolista Dortmund, mentre l'Hannover deve fronteggiare il ritorno del Bayern Monaco, autore di un girone di andata deludente, per conquistare l'accesso ai preliminari di Champions League. L'Hannover riesce a vincere il derby di ritorno con il Wolfsburg (1-0). Al 24º turno i Roten approfittano della sconfitta casalinga del Bayern con il Borussia Dortmund e, vincendo ad Amburgo sul St. Pauli, sorpassano in classifica i bavaresi.
Si arriva così allo scontro diretto tra le due pretendenti alla Champions: una partita dominata dall'Hannover che infila tre volte la porta del Bayern, sfiorando più volte il quarto goal (3-1 il risultato finale), una prestazione storica che però non viene confermata nelle gare seguenti. La formazione di Slomka infatti cade due volte in trasferta (prima a Colonia e poi a Dortmund) e il Bayern recupera punti importanti. Si accende così una corsa incredibile di sorpassi e contro-sorpassi, partita dopo partita, con l'Hannover che a tre giornate dalla fine è ancora terzo. La vittoria esterna sul Friburgo (1-3) garantisce la matematica qualificazione alla UEFA Europa League 2011-2012 e crea forse una sorta di appagamento nella formazione della Bassa Sassonia, che non riesce a centrare la storica qualificazione in Champions League, perdendo due delle ultime tre partite.
All'ultima giornata l'Hannover riesce a sconfiggere il Norimberga per 3-1 e mantiene a distanza di due punti il Mainz, conquistando il quarto posto che è anche il miglior piazzamento mai ottenuto in Bundesliga.

## Maglie e sponsor
Lo sponsor ufficiale della stagione 2010-2011 è la Touristik Union International (TUI AG). La divisa casalinga è una maglia di color amaranto, pantaloncini e calzettoni bianchi. La divisa di riserva è una maglia di color beige, pantaloncini amaranto e calzettoni beige. La terza divisa contiene i colori sociali del club (nero bianco e verde).

## Rosa
La rosa e la numerazione sono aggiornate al 31 maggio.
| N. |                           | Ruolo | Calciatore         |
| -- | ------------------------- | ----- | ------------------ |
| 1  | Germania (bandiera)       | P     | Florian Fromlowitz |
| 3  | Danimarca (bandiera)      | C     | Leon Andreasen     |
| 4  | Austria (bandiera)        | D     | Emanuel Pogatetz   |
| 5  | Svizzera (bandiera)       | D     | Mario Eggimann     |
| 6  | Stati Uniti (bandiera)    | D     | Steve Cherundolo   |
| 7  | Portogallo (bandiera)     | C     | Sérgio Pinto       |
| 8  | Albania (bandiera)        | C     | Altin Lala         |
| 11 | Costa d'Avorio (bandiera) | A     | Didier Ya Konan    |
| 13 | Germania (bandiera)       | A     | Jan Schlaudraff    |
| 14 | Germania (bandiera)       | P     | Markus Miller      |
| 15 | Costa d'Avorio (bandiera) | D     | Constant Djakpa    |
| 16 | Stati Uniti (bandiera)    | C     | DaMarcus Beasley   |
| 17 | Germania (bandiera)       | A     | Moritz Stoppelkamp |
| 19 | Germania (bandiera)       | D     | Christian Schulz   |

| N. |                       | Ruolo | Calciatore          |
| -- | --------------------- | ----- | ------------------- |
| 20 | Germania (bandiera)   | P     | Ron-Robert Zieler   |
| 21 | Tunisia (bandiera)    | D     | Karim Haggui        |
| 23 | Tunisia (bandiera)    | D     | Sofian Chahed       |
| 25 | Norvegia (bandiera)   | A     | Mohammed Abdellaoue |
| 26 | Germania (bandiera)   | C     | Henrik Ernst        |
| 28 | Germania (bandiera)   | C     | Lars Stindl         |
| 30 | Portogallo (bandiera) | C     | Carlitos            |
| 31 | Germania (bandiera)   | D     | Tim Hofmann         |
| 32 | Finlandia (bandiera)  | A     | Mikael Forssell     |
| 33 | Germania (bandiera)   | C     | Manuel Schmiedebach |
| 34 | Germania (bandiera)   | D     | Konstantin Rausch   |
| 35 | Germania (bandiera)   | D     | Christopher Avevor  |
| 36 | Germania (bandiera)   | C     | Willi Evseev        |
| 37 | Germania (bandiera)   | D     | Felix Burmeister    |

## Organigramma societario
Area tecnica
- Allenatore: Mirko Slomka
- Allenatore in seconda: Norbert Düwel, Nestor El Maestro
- Preparatore dei portieri: Jörg Sievers
- Preparatori atletici: Edward Kowalczuk

## Risultati

### Bundesliga

#### Girone di andata
| Arbitro: | Aytekin |

|                      |           |            |
| Rausch 21’ Konan 75’ | Marcatori | 27’ Köhler |

| Arbitro: | Schmidt |

|           |           |                           |
| Jones 82’ | Marcatori | 31’ Rausch 49’ Abdellaoue |

| Arbitro: | Winkmann |

|                          |           |                         |
| Konan 20’ Abdellaoue 50’ | Marcatori | 62’ Derdiyok 90’ Helmes |

| Arbitro: | Stark |

|                     |           |  |
| Diego 55’ Džeko 67’ | Marcatori |  |

| Arbitro: | Brych |

|                                                      |           |                   |
| Fritz 11’ (aut.) Konan 53’ Schulz 79’ Abdellaoue 90’ | Marcatori | 36’ (rig.) Frings |

| Arbitro: | Perl |

|  |           |                |
|  | Marcatori | 33’ Abdellaoue |

| Arbitro: | Wingenbach |

|  |           |           |
|  | Marcatori | 6’ Ebbers |

| Arbitro: | Fritz |

|                     |           |  |
| Gómez 21’, 77’, 90’ | Marcatori |  |

| Arbitro: | Sippel |

|               |           |           |
| Konan 4’, 15’ | Marcatori | 85’ Lanig |

| Arbitro: | Gräfe |

|                                             |           |  |
| Sigurðsson 45’, 48’ (rig.) Ba 51’ Mlapa 71’ | Marcatori |  |

| Arbitro: | Brych |

|  |           |                                                           |
|  | Marcatori | 11’ Kagawa 72’ Barrios 80’ Lewandowski 90’ Błaszczykowski |

| Arbitro: | Kircher |

|  |           |           |
|  | Marcatori | 44’ Pinto |

| Arbitro: | Drees |

|                                 |           |              |
| Stindl 31’ Schulz 58’ Hanke 90’ | Marcatori | 40’, 54’ Son |

| Arbitro: | Sippel |

|                                     |           |  |
| Schlaudraff 15’ Konan 73’ Hanke 89’ | Marcatori |  |

| Arbitro: | Fritz |

|             |           |                     |
| Bradley 17’ | Marcatori | 73’ Hanke 75’ Konan |

| Arbitro: | Gräfe |

|                |           |                 |
| Konan 35’, 76’ | Marcatori | 74’ Niedermeier |

| Arbitro: | Winkmann |

|                                             |           |                  |
| Cherundolo 28’ (aut.) Wolf 31’ Schieber 82’ | Marcatori | 75’ (rig.) Pinto |

#### Girone di ritorno
| Arbitro: | Kinhöfer |

|  |           |                                     |
|  | Marcatori | 15’ Abdellaoue 21’ Schulz 89’ Konan |

| Arbitro: | Drees |

|  |           |          |
|  | Marcatori | 33’ Raúl |

| Arbitro: | Gräfe |

|                      |           |  |
| Vidal 21’ Rolfes 42’ | Marcatori |  |

| Arbitro: | Winkmann |

|          |           |  |
| Pinto 5’ | Marcatori |  |

| Arbitro: | Brych |

|                 |           |           |
| Mertesacker 50’ | Marcatori | 26’ Konan |

| Arbitro: | Zwayer |

|                                     |           |  |
| Schlaudraff 17’, 57’ Abdellaoue 45’ | Marcatori |  |

| Arbitro: | Gagelmann |

|  |           |            |
|  | Marcatori | 89’ Schulz |

| Arbitro: | Drees |

|                                     |           |            |
| Abdellaoue 16’ Rausch 51’ Pinto 62’ | Marcatori | 55’ Robben |

| Arbitro: | Stark |

|                                           |           |  |
| Petit 36’ Podolski 60’ Novakovič 79’, 89’ | Marcatori |  |

| Arbitro: | Seemann |

|                          |           |  |
| Konan 38’ Abdellaoue 53’ | Marcatori |  |

| Arbitro: | Gräfe |

|                                           |           |                |
| Götze 59’ Barrios 64’, 73’ Großkreutz 83’ | Marcatori | 56’ Abdellaoue |

| Arbitro: | Kinhöfer |

|                            |           |  |
| Konan 45’ (rig.) Pinto 59’ | Marcatori |  |

| Amburgo 16 aprile 2011, ore 15:30 CEST 30ª giornata | Amburgo | 0 – 0 referto | Hannover 96 | Imtech Arena (57 000 spett.)\| Arbitro: \| Dingert \| |
| Arbitro:                                            | Dingert |               |             |                                                       |

| Arbitro: | Wingenbach |

|               |           |                                           |
| Rosenthal 79’ | Marcatori | 24’ Abdellaoue 31’ Schlaudraff 58’ Rausch |

| Arbitro: | Fritz |

|  |           |          |
|  | Marcatori | 76’ Reus |

| Arbitro: | Zwayer |

|                        |           |            |
| Hajnal 58’ Okazaki 61’ | Marcatori | 66’ Stindl |

| Arbitro: | Kircher |

|                                        |           |               |
| Haggui 30’ Rausch 61’ Konan 78’ (rig.) | Marcatori | 25’ Wießmeier |

### Coppa di Germania
| Arbitro: | Welz |

|                                     |                      |                                    |
| Kozarac El-Idrissi Reiß Güral Zerić | Tiri di rigore 5 – 4 | Stindl Forssell Konan Schulz Pinto |

## Statistiche

### Statistiche di squadra
| Competizione      | Punti | In casa | In casa | In casa | In casa | In casa | In casa | In trasferta | In trasferta | In trasferta | In trasferta | In trasferta | In trasferta | Totale | Totale | Totale | Totale | Totale | Totale | DR |
| Competizione      | Punti | G       | V       | N       | P       | Gf      | Gs      | G            | V            | N            | P            | Gf           | Gs           | G      | V      | N      | P      | Gf     | Gs     | DR |
| ----------------- | ----- | ------- | ------- | ------- | ------- | ------- | ------- | ------------ | ------------ | ------------ | ------------ | ------------ | ------------ | ------ | ------ | ------ | ------ | ------ | ------ | -- |
| Bundesliga        | 60    | 17      | 12      | 1       | 4       | 32      | 17      | 17           | 7            | 2            | 8            | 17           | 28           | 34     | 19     | 3      | 12     | 49     | 45     | +4 |
| Coppa di Germania | -     | 0       | 0       | 0       | 0       | 0       | 0       | 1            | 0            | 1            | 0            | 0            | 0            | 1      | 0      | 1      | 0      | 0      | 0      | 0  |
| Totale            | -     | 17      | 12      | 1       | 4       | 32      | 17      | 18           | 7            | 3            | 8            | 17           | 28           | 35     | 19     | 4      | 12     | 49     | 45     | +4 |

### Andamento in campionato
| Giornata  | 1 | 2 | 3 | 4 | 5 | 6 | 7 | 8 | 9 | 10 | 11 | 12 | 13 | 14 | 15 | 16 | 17 | 18 | 19 | 20 | 21 | 22 | 23 | 24 | 25 | 26 | 27 | 28 | 29 | 30 | 31 | 32 | 33 | 34 |
| --------- | - | - | - | - | - | - | - | - | - | -- | -- | -- | -- | -- | -- | -- | -- | -- | -- | -- | -- | -- | -- | -- | -- | -- | -- | -- | -- | -- | -- | -- | -- | -- |
| Luogo     | C | T | C | T | C | T | C | T | C | T  | C  | T  | C  | C  | T  | C  | T  | T  | C  | T  | C  | T  | C  | T  | C  | T  | C  | T  | C  | T  | T  | C  | T  | C  |
| Risultato | V | V | N | P | V | V | P | P | V | P  | P  | V  | V  | V  | V  | V  | P  | V  | P  | P  | V  | N  | V  | V  | V  | P  | V  | P  | V  | N  | V  | P  | P  | V  |
| Posizione | 6 | 5 | 4 | 7 | 4 | 3 | 3 | 7 | 3 | 6  | 10 | 7  | 4  | 4  | 4  | 3  | 4  | 2  | 3  | 5  | 4  | 4  | 4  | 3  | 3  | 3  | 3  | 4  | 3  | 4  | 3  | 4  | 4  | 4  |

Legenda:

Luogo: C = Casa; T = Trasferta. Risultato: V = Vittoria; N = Pareggio; P = Sconfitta.

### Statistiche dei giocatori
| Giocatore       | Bundesliga | Bundesliga | Bundesliga  | Bundesliga | Coppa di Germania | Coppa di Germania | Coppa di Germania | Coppa di Germania | Totale   | Totale | Totale      | Totale     |
| Giocatore       | Presenze   | Reti       | Ammonizioni | Espulsioni | Presenze          | Reti              | Ammonizioni       | Espulsioni        | Presenze | Reti   | Ammonizioni | Espulsioni |
| --------------- | ---------- | ---------- | ----------- | ---------- | ----------------- | ----------------- | ----------------- | ----------------- | -------- | ------ | ----------- | ---------- |
| F. Fromlowitz   | 20         | 0          | 2           | 0          | 1                 | 0                 | 0                 | 0                 | 21       | 0      | 2           | 0          |
| M. Miller       | -          | -          | -           | -          | -                 | -                 | -                 | -                 | -        | -      | -           | -          |
| R. Zieler       | 15         | 0          | 1           | 0          | -                 | -                 | -                 | -                 | 15       | 0      | 1           | 0          |
| C. Avevor       | 5          | 0          | 0           | 0          | -                 | -                 | -                 | -                 | 5        | 0      | 0           | 0          |
| F. Burmeister   | -          | -          | -           | -          | -                 | -                 | -                 | -                 | -        | -      | -           | -          |
| S. Cherundolo   | 33         | 0          | 5           | 1          | 1                 | 0                 | 0                 | 0                 | 34       | 0      | 5           | 1          |
| C. Djakpa       | 14         | 0          | 0           | 0          | -                 | -                 | -                 | -                 | 14       | 0      | 0           | 0          |
| M. Eggimann     | 12         | 0          | 0           | 0          | -                 | -                 | -                 | -                 | 12       | 0      | 0           | 0          |
| K. Haggui       | 25         | 1          | 3           | 2          | 1                 | 0                 | 0                 | 0                 | 26       | 1      | 3           | 2          |
| T. Hofmann      | -          | -          | -           | -          | -                 | -                 | -                 | -                 | -        | -      | -           | -          |
| E. Pogatetz     | 28         | 0          | 4           | 1          | 1                 | 0                 | 0                 | 0                 | 29       | 0      | 4           | 1          |
| C. Schulz       | 33         | 4          | 4           | 0          | 1                 | 0                 | 0                 | 0                 | 34       | 4      | 4           | 0          |
| L. Andreasen    | -          | -          | -           | -          | -                 | -                 | -                 | -                 | -        | -      | -           | -          |
| D. Beasley      | 4          | 0          | 0           | 0          | -                 | -                 | -                 | -                 | 4        | 0      | 0           | 0          |
| Carlitos        | 6          | 0          | 0           | 0          | 1                 | 0                 | 0                 | 0                 | 7        | 0      | 0           | 0          |
| S. Chahed       | 18         | 0          | 2           | 0          | -                 | -                 | -                 | -                 | 18       | 0      | 2           | 0          |
| H. Ernst        | -          | -          | -           | -          | -                 | -                 | -                 | -                 | -        | -      | -           | -          |
| A. Lala         | 10         | 0          | 0           | 0          | -                 | -                 | -                 | -                 | 10       | 0      | 0           | 0          |
| K. Rausch       | 34         | 5          | 1           | 0          | -                 | -                 | -                 | -                 | 34       | 5      | 1           | 0          |
| M. Schmiedebach | 32         | 0          | 7           | 1          | 1                 | 0                 | 0                 | 0                 | 33       | 0      | 7           | 1          |
| S. Pinto        | 31         | 5          | 11          | 0          | 1                 | 0                 | 0                 | 0                 | 32       | 5      | 11          | 0          |
| L. Stindl       | 33         | 2          | 6           | 0          | 1                 | 0                 | 1                 | 0                 | 34       | 2      | 7           | 0          |
| M. Stoppelkamp  | 23         | 0          | 0           | 0          | 1                 | 0                 | 0                 | 0                 | 24       | 0      | 0           | 0          |
| M. Abdellaoue   | 26         | 10         | 1           | 0          | -                 | -                 | -                 | -                 | 26       | 10     | 1           | 0          |
| M. Forssell     | 12         | 0          | 0           | 0          | 1                 | 0                 | 0                 | 0                 | 13       | 0      | 0           | 0          |
| J. Schlaudraff  | 21         | 4          | 1           | 0          | 1                 | 0                 | 0                 | 0                 | 22       | 4      | 1           | 0          |
| D. Konan        | 28         | 14         | 6           | 0          | 1                 | 0                 | 1                 | 0                 | 29       | 14     | 7           | 0          |
| M. Hanke        | 7          | 3          | 0           | 0          | 1                 | 0                 | 0                 | 0                 | 8        | 3      | 0           | 0          |